# 克里格斯沃德冰原島峰
75°38′S 137°55′W / 75.633°S 137.917°W
克里格斯沃德冰原島峰（英語：Krigsvold Nunataks）是南極洲的冰原島峰，位於瑪麗伯德地，處於斯特勞斯冰川，美國地質調查局根據測量和該國海軍的空中照片繪入地圖，現時由南極條約體系管理。